# Alexeï Panine
Pour les articles homonymes, voir Panine.
Alexeï Viatcheslavovitch Panine (en russe : Алексей Вячеславович Панин), né le 10 septembre 1977 à Moscou (Union soviétique), est un acteur russe.

## Biographie
Alexeï Panine a fréquenté l'Académie russe des arts du théâtre. 

## Filmographie partielle

### Au cinéma
- 2000 : Demobbed (en)
- 2000 : Deux Camarades de Valeri Pendrakovski (ru)
- 2000 : Les Romanov : Une famille couronnée
- 2000 : Août 1944
- 2001 : Down House
- 2002 : L'Étoile
- 2005 : Colin-maillard (Жмурки) d'Alekseï Balabanov : Sergueï
- 2009 : The Best Movie 2 (en)
- 2009 : O Lucky Man! (en)
- 2012 : L'Espion  (Шпион, Chpion) d'Alexeï Andrianov
- 2012 : Rjevski contre Napoléon

## Récompenses et distinctions
- 2003 : Prix d'État de la fédération de Russie[2].
- (en) Alexeï Panine: Awards, sur l'Internet Movie Database